# 佐藤まひろ
佐藤 まひろ（さとう まひろ）は、日本の漫画家。代表作に『カゲロウデイズ』がある。

## 来歴
第4回MFコミック大賞ジーン賞を受賞。公益社団法人日本漫画家協会所属している。
インタビューによれば、『週刊少年ジャンプ』（集英社）を読んだことがきっかけとなり、中学時代からしっかりと漫画を描き始め、一度社会人を経験したのちに漫画家になりたいという気持ちが再燃し、アシスタントへの応募を行ったところ、編集者からの声がかかり、デビュー作となる『カゲロウデイズ』のコミカライズの連載を受け持つこととなったという。
2020年10月に発売された『月刊コミックジーン』（KADOKAWA）11月号より、藤ダリオの小説『絶体絶命ゲーム』の漫画版の連載を行っている。

## 作品リスト
- 『カゲロウデイズ』KADOKAWA〈MFコミックス ジーンシリーズ〉全13巻（原作：じん(自然の敵P)、キャラクター原案：しづ・わんにゃんぷー、『月刊コミックジーン』2012年7月号 - 2019年3月号）
- 『絶体絶命ゲーム』KADOKAWA〈MFコミックス ジーンシリーズ〉全2巻（原作：藤ダリオ、キャラクター原案：さいね、『月刊コミックジーン』2020年11月号 - 2021年10月号）
- 『アルカリレットウセイ』KADOKAWA〈MFコミックス ジーンシリーズ〉既刊2巻（原作：城崎・かいりきベア、原作ゲーム：＃コンパス 戦闘摂理解析システム、『月刊コミックジーン』2023年9月号[6] - 連載中）